# George Kenneth Mallory
George Kenneth Mallory, né le 14 février 1900 et mort le 8 avril 1986, est un médecin américain connu pour être un des deux médecins ayant découvert le syndrome de Mallory-Weiss.

## Biographie
Né à Boston en 1900, George Kenneth Mallory obtient son diplôme de médecine de la faculté de médecine de Harvard en 1926 puis effectue sa formation post-doctorale en pathologie à Hambourg et Vienne. Il travaille ensuite à l'hôpital de Boston et à l'institut de pathologie Mallory, fondé par son père puis devient professeur de pathologie à l'université de Boston,.
Son père est le pathologiste Frank Burr Mallory (en) (1862-1941) qui a donné son nom aux corps de Mallory. Son frère Tracy B. Mallory, est également pathologiste et ancien de chef du service de pathologie au Massachusetts General Hospital.

## Travaux
En 1929, George Mallory et Soma Weiss décrivent quinze cas sévères d'hémorragies intestinales hautes, non douloureuses, causées par une déchirure dans la muqueuse à la partie distale de l'œsophage, secondaire à des vomissements provoqués par une consommation excessive d'alcool. Trois années plus tard, ils décrivent dix nouveaux cas, et les décennies suivantes seulement quelques cas sporadiques sont recensés, en raison de la difficulté diagnostic. Dans les années 1970, l'arrivée de l'endoscopie souple permet de mieux apprécier l'incidence de ces lésions et d'en rapporter les différentes causes. Ce syndrome est aujourd'hui connu sous le nom du syndrome de Mallory-Weiss.